# Elly De La Cruz
 (juin 2023).
Elly Antonio De La Cruz est un joueur dominicain de baseball évoluant au poste d'arrêt-court aux Cincinnati Reds des Reds de Cincinnati de la Ligue majeure de baseball (MLB).
Il est né le 11 juin 2002 à Sabana Grande de Boya, en République Dominicaine.
Il a fait ses débuts en MLB en 2023.

## Carrière
Le 2 juillet 2018, De La Cruz signe avec les Reds de Cincinnati en tant qu'agent libre international,. Il fait ses débuts professionnels en 2019, lors de la Ligue d'été dominicaine.
En 2021, De La Cruz joue en Arizona Complex League. En 2022, il a joué pour les Dayton Dragons et les Chattanooga Lookouts. Il est choisi pour représenter les Reds lors du All-Star Futures Game. Le 15 novembre 2022, les Reds ont ajouté De La Cruz à leur liste de 40 joueurs pour le protéger du repêchage de règle 5.
De La Cruz a été choisi pour les Bats de Louisville (Triple-A) pour commencer la saison 2023. En 38 matchs pour Louisville, De La Cruz a atteint .298/.398/.633 avec 12 circuits, 36 points produits et 11 buts volés. Le 6 juin 2023, De La Cruz a été promu pour la première fois dans les ligues majeures à la suite d'une blessure de Nick Senzel. Le 7 juin 2023, lors d'un match contre les Los Angeles Dodgers, De La Cruz a frappé son premier coup de circuit en MLB sur un tir du lanceur Noah Syndergaard.